# Benedeki
Benedeki (Бенедиківці), település Ukrajnában, a Kárpátalján, a Munkácsi járásban.

## Fekvése
Munkácstól északnyugatra, Ungsasfalva és Csapolc között fekvő település.

## Története
1910-ben 644 lakosából 5 magyar, 171 német, 468 ruszin volt. Ebből 470 görögkatolikus, 173 izraelita volt.
A trianoni békeszerződés előtt Bereg vármegye Latorcai járásához tartozott.